# Expedición de Santa Anna a San Luis Potosí
La Expedición de Santa Anna a San Luis Potosí fue un conflicto armado encabezado por Antonio López de Santa Anna luego de la caída del Primer Imperio Mexicano y la victoria de la Revolución del Plan de Casa Mata.

## Contexto
La abdicación de Agustín de Iturbide vino a convulsionar aún más al país ya que poco tiempo después las entidades con el título de provincias creían estar independientes unas de otras, creando sus propios proyectos políticos y a imponer su voluntad.

## Levantamiento armado
Uno de estos levantamientos fue el del general Antonio López de Santa Anna, quién luego de arreglado el Plan de Casa Mata, emprendió una expedición armada por Tampico hacia el interior del país, hasta llegar a San Luis Potosí, donde por fin se supo que el motivo de ella era otro plan por el cual Santa Anna con la fuerza que había reunido se declaraba protector de la federación y libertad de los pueblos para constituirse. Esto es, pugnaba por la forma federal sin siquiera existir, dándose por hecha. 

## Fracaso y juicio
Sin embargo, lejos de obtener voluntarios para continuar con su empresa, encontró una fuerte oposición. Es entonces que Santa Anna, se vio forzado a disolver parte de su fuerza y a presentarse en México, donde se le enjuició; sin embargo este proceso jamás concluyó y lejos de ser castigado con pena alguna terminó siendo investido como comandante militar de la provincia de Yucatán.